# Песоглавец
Песоглавец, наричан и кинокефал (на гръцки: κῠνοκέφᾰλοι), е измислено същество с глава на куче или чакал и тяло на човек. Съществува още в древногръцката и древноегипетската митология. То се среща и като фантастичен персонаж в романите на Аркадий и Борис Стругацки. По време на Средновековието за тях пишат много автори, а на картите от това време са отбелязани райони, „населявани от песоглавци“. Последните показания на „очевидци“ са от XVIII век.

## Известни герои песоглавци
- Анубис – египетски бог
- Свети Христофор – светец
- Полкан – руски богатир[4]